# Jean-François Rivard
Pour les articles homonymes, voir Rivard.
Jean-François Rivard est un scénariste et réalisateur québécois. Il est surtout connu pour avoir réalisé les séries télévisées Les Invincibles et Série noire, coécrites avec François Létourneau.

## Biographie

### Publicité
Il a réalisé de nombreuses publicités québécoises notamment les publicités « Les fromages d'ici », pour Les producteurs de lait du Québec.

### Les Invincibles
Au début des années 2000, il s'associe avec François Létourneau pour la scénarisation de la série télévisée Les Invincibles. C'est lui qui assure la réalisation. Il tente d'incorporer de nombreuses références culturelles, majoritairement américaines dont les bandes dessinées de super-héros qui seront grandement présentes dans la série dont le nom est même inspiré. Les personnages de Carlos, Pierre-Antoine, Rémi et Steve seront associés à un super-héros ainsi que leurs conjointes dans la dernière saison. Il laisse aussi grande place à la musique notamment avec le personnage de Rémi qui est musicien. La trame sonore de la série est recherchée, notamment lors de la finale de la troisième saison avec la chanson Still Loving You du groupe Scorpions. S'inscrivant dans le genre dramatique, la série ne manque pas d'humour, reflétant à sa façon le début trentaine souvent assez maussade.

### Série noire
Il s'associe de nouveau avec son ami François Létourneau pour le scénario d'une nouvelle production télévisuelle, Série noire. Fidèle à ses habitudes, Rivard travaille sur une mise en scène efficace qui reflète bien l'esprit de la série. Comme dans Les Invincibles, la musique occupe une grande place ainsi que les références à la culture québécoise et américaine, notamment Le Déclin de l'empire américain.

### Autres réalisations
Il est réalisateur des captures de mouvement sur le jeu vidéo Watch Dogs 2 d'Ubisoft.

## Filmographie

### Court métrage
- Kuproquo, gagnant Prix Télébec 1999 au Festival du cinéma international en Abitibi-Témiscamingue.

### Série télévisée (création)
- 2005 : Les Invincibles[3] (avec François Létourneau)
- 2014 : Série noire (avec François Létourneau)[4]
- 2020 : C'est comme ça que je t'aime[5]

### Téléfilms
- 2017 : Quand une fan va trop loin (FANatic)
- 2018 : La fille cachée (Separated at Birth)
- 2018 : La double vie de Posy (The Queen of Sin)
- 2019 : Ma mère est folle (Mad Mom)
- 2019 : Les femmes secrètes (The Sisterhood)